# Teulisna chiloides
Teulisna chiloides är en fjärilsart som beskrevs av Walker 1862. Teulisna chiloides ingår i släktet Teulisna och familjen björnspinnare. Inga underarter finns listade i Catalogue of Life.